# Amadou & Mariam
Amadou & Mariam var en malisk musikduo bestående av det gifta paret Amadou Bagayoko och Mariam Doumbia.
Duon, som var kända som "det blinda paret från Mali" träffades på ett maliskt institut för unga blinda, där de spelade i en orkester som leddes av Idrissa Soumaouro. Amadou förlorade synen vid sexton års ålder, medan Mariam blev blind som femåring på grund av obehandlad mässling.
Duons tidiga inspelningar bestod främst av gitarr och sång. Sedan slutet av 1990-talet har de blandat traditionell malisk musik med bland annat rockgitarrer, syriska fioler, kubanska trumpeter, egyptisk ney samt tablatrummor. Deras musikstil brukar benämnas som afroblues eller afropop. Låtarna sjungs på bambara, franska och engelska.

## Karriär
1985 blev paret kända för sin maliska blues, vilket resulterade i en turné i Burkina Faso. 1986 flyttade de till Elfenbenskusten där de spelade in ett flertal album på kassett och tio år senare flyttade de till Paris där de fick skivkontrakt hos PolyGram. 1998 släppte de sitt första album som spelats in utanför Afrika, Sou Ni Tile. Låten "Je pense à toi" blev en radiohit i Frankrike. 2003 började de arbeta med Manu Chao som producerade albumet Dimanche à Bamako ("Söndag i Bamako") på vilket han även sjöng med i flera låtar.
2005 släpptes inspelningarna från parets tid i Elfenbenskusten på CD i begränsad utgåva under namnet "1990–1995: Le Meilleur Des Années Maliennes". 2006 spelade de in den officiella låten för fotbolls-vm, "Celebrate the day" tillsammans med Herbert Grönemeyer.
2008 släppte de sitt sjätte album Welcome To Mali där bland andra K'naan, Keziah Jones och Damon Albarn medverkade som gästartister. Låten "Sabali" blev en hit och årets mest spelade franska låt världen över.
2010 släpptes deras gemensamma självbiografi "Away From the Light of Day" på det brittiska förlaget Route Publishing. 2012 släpptes albumet Folila ("musik") som spelades in i Bamako och New York och där Santigold, TV On The Radio, och Jake Shears från Scissor Sisters medverkade som gästartister.
Amadou Bagayoko avled 4 april 2025 på ett sjukhus i Bamako.

## Framträdanden
Amadou & Mariam har turnerat flitigt världen över och har varit förband åt Blur, Coldplay, U2 och Scissor Sisters. I Sverige har de spelat på Hultsfredsfestivalen 2006 och Way out west 2009. Paret sista konsert i Sverige ägde rum på Clandestino Festival 2024.

## Utmärkelser
- 2004: Vinnare i kategorin "Bästa afrikanska duo" på Trophées de la musique au Mali.
- 2004: Vinnare i kategorin "Bästa musikvideo" för "Dimanche à Bamako" på Trophées de la musique au Mali.
- 2009: Vinnare i kategorin "Bästa grupp" på Songlines Music Awards i Storbritannien.[6]
- 2009: Nominerade till en Grammy i kategorin världsmusik.

## Diskografi

### Album
- 1998: Sou Ni Tile
- 1999: Tji Ni Mousso
- 2002: Wati
- 2004: Dimanche à Bamako
- 2008: Welcome to Mali
- 2012: Folila

### Samlingsalbum
- 2005: Je pense à toi: The Best of Amadou & Mariam
- 2006: 1990–1995 Le Meilleur des Années Maliennes
- 2007: Paris Bamako (DVD + CD)
- 2009: The Magic Couple: The Best of Amadou & Mariam 1997–2002